# Atletiek op de Paralympische Zomerspelen 2024 - Verspringen mannen T64
Het Verspringen voor mannen klasse T64 op de Paralympische Zomerspelen 2024 vond plaats van op 4 september in het Stade de France. Deze klasse is voor atletes met een prothese vanwege een beenamputatie of een beenlengteverschil. Dit is een gecombineerde klasse met T62 en T44. Wat dan ook de reden is dat er in deze klasse de nummer 5 een wereldrecord behaalde. Titelverdediger was Markus Rehm uit Duitsland, hij wist in 2024 zijn titel te prolongeren, de Amerikaan Derek Loccident behaalde het zilver en zijn landgenoot Jarryd Wallace won de bronzen medaille.

## Records
Voorafgaand aan het toernooi waren dit het wereldrecord en het Paralympisch record.
| Wereldrecord        | T44 | Zuid-Afrika Mpumelelo Mhlongo      | 7.07 | Dubai          | 7 april 2024      |
| Paralympisch record | T44 | Zuid-Afrika Mpumelelo Mhlongo      | 6.80 | Tokio          | 31 augustus 2021  |
|                     |     |                                    |      |                |                   |
| Wereldrecord        | T62 | Griekenland Stylianos Malakopoulos | 7.23 | Bremen         | 18 mei 2023       |
| Paralympisch record | T62 | Griekenland Stylianos Malakopoulos | 7.04 | Tokio          | 1 september 2021  |
|                     |     |                                    |      |                |                   |
| Wereldrecord        | T64 | Duitsland Markus Rehm              | 8.72 | Rhede          | 25 juni 2023      |
| Paralympisch record | T64 | Duitsland Markus Rehm              | 8.21 | Rio de Janeiro | 17 september 2016 |

## Uitslag
| Rang   | Atleet                 | Atleet | Kl. | #1   | #2   | #3   | #4   | #5   | #6   | Resultaat | Bijz. |
| ------ | ---------------------- | ------ | --- | ---- | ---- | ---- | ---- | ---- | ---- | --------- | ----- |
| Goud   | Markus Rehm            | GER    | T64 | 7.83 | 8.04 | 7.78 | 8.04 | 8.13 | 7.59 | 8.13      |       |
| Zilver | Derek Loccident        | USA    | T64 | 7.57 | 7.79 | 7.41 | 7.37 | 7.76 | x    | 7.79      |       |
| Brons  | Jarryd Wallace         | USA    | T64 | 7.17 | x    | 7.21 | x    | 7.49 | 7.27 | 7.49      |       |
| 4      | Dimitri Pavade         | FRA    | T64 | 7.43 | 6.74 | 7.04 | x    | x    | x    | 7.43      |       |
| 5      | Mpumelelo Mhlongo      | RSA    | T44 | 6.89 | 7.04 | 6.86 | 6.92 | 7.12 | 6.85 | 7.12      | WR    |
| 6      | Noah Bodelier          | GER    | T64 | 4.56 | 6.75 | 6.47 | 6.95 | 6.68 | 6.98 | 6.98      |       |
| 7      | Stylianos Malakopoulos | GRE    | T62 | 6.62 | 6.14 | 6.67 | 6.64 | 6.49 | 6.81 | 6.81      |       |
| 8      | Marco Cicchetti        | ITA    | T44 | 6.55 | 6.29 | 6.62 | 6.56 | x    | 6.63 | 6.63      |       |
| 9      | Trenten Merrill        | USA    | T64 | x    | 6.26 | 6.41 |      |      |      | 6.41      |       |